# Simone Giannelli
Simone Giannelli, född 9 augusti 1996 i Bolzano, är en italiensk volleybollspelare som spelar för Sir Safety Perugia. 

## Karriär

### Klubblag
Giannelli började spela volleyboll i Südtirols ungdomslag i hemstaden Bolzano. 2010 flyttade han till Trentino och spelade för klubbens ungdomslag fram till 2014. Redan under säsongen 2012/2013 började Giannelli även spela för seniorlaget i Serie A1 och blev mästare under debutsäsongen.
Inför säsongen 2014/2015 blev han på fulltid uppflyttad i seniorlaget. Även denna säsong var Giannelli med och blev italiensk mästare samt blev utsedd till seriens MVP. Han var under sina år i Trentino även med och vann klubblags-VM och CEV Cup.
Inför säsongen 2021/2022 flyttade Giannelli till Sir Safety Perugia.

### Landslag
Giannelli spelade för Italiens U19-landslag vid ungdoms-EM 2013 och för U20-landslaget vid junior-EM 2014. Han debuterade för seniorlandslaget 2015 och var under året med och tog silver i World Cup och brons vid EM.
Giannelli blev olympisk silvermedaljör i volleyboll vid sommarspelen 2016 i Rio de Janeiro. Följande år tog han ytterligare ett silver i Grand Champions Cup. 2021 var Giannelli med och vann guld vid EM och blev utsedd till turneringens MVP.

## Klubbar
Ungdomsklubbar
- Südtirol (2009–2010)
- Trentino (2010–2014)

Seniorklubbar
- Trentino (2012–2021)
- Sir Safety Perugia (2021–)

## Meriter

### Klubblag
Trentino
- Serie A1: 2012/2013, 2014/2015
- Klubblags-VM: 2018
- CEV Cup: 2018/2019

### Landslag
OS
- Silver 2016

EM
- Guld 2021
- Brons 2015

World Cup
- Silver 2015

Grand Champions Cup
- Silver 2017

### Individuellt
- 2015 – Serie A1: MVP
- 2015 – Serie A1: Bästa U23-spelare
- 2015 – EM: Bästa passare
- 2016 – Champions League: Bästa passare
- 2016 – Serie A1: Bästa U23-spelare
- 2016 – World League: Bästa passare
- 2016 – Klubblags-VM: Bästa passare
- 2017 – Serie A1: Bästa U23-spelare
- 2017 – Grand Champions Cup: Bästa passare
- 2018 – Klubblags-VM: Bästa passare
- 2021 – EM: MVP